# Åsensbruk
Åsensbruk – miejscowość (tätort) w Szwecji, w regionie administracyjnym (län) Västra Götaland, w gminie Mellerud.
Według danych Szwedzkiego Urzędu Statystycznego liczba ludności wyniosła: 746 (31 grudnia 2015), 772 (31 grudnia 2018) i 711 (31 grudnia 2019).